# ロラカルベフ
ロラカルベフ（英：Loracarbef）は抗生物質である。カルバセフェム系抗生物質だが、第2世代セファロスポリン系抗生物質とされることもある。ロラカルベフはセファクロルの合成「カルバ」アナログで、より安定である。

## 歴史
ロラカルベフは1991年にFDAの承認を受け、Lorabidの商品名で販売された。2006年に使用が中止された。

## 使用方法と適応症
ロラカルベフは肺、上顎洞、咽頭、皮膚、尿路の感染症の治療に用いられた。

### 抗菌スペクトル
ロラカルベフは呼吸器、副鼻腔、扁桃腺、皮膚、尿路、腎臓などの感染症を引き起こすグラム陰性菌とグラム陽性菌の両方に対して幅広いスペクトルを示した。大腸菌、化膿レンサ球菌、黄色ブドウ球菌、S. saprophyticus、肺炎レンサ球菌、インフルエンザ菌、モラクセラ・カタラーリスによる感染症に特異的に使用された。

## 副作用
下痢はロラカルベフで最もよくみられる副作用である。12歳未満の小児に多くみられる。